# Église Saint-Vincent de Vernoil-le-Fourrier
Pour les églises ayant le même vocable, voir Église Saint-Vincent.
L'église Saint-Vincent est une église située à Vernoil-le-Fourrier, en France.

## Localisation
L'église est située dans le département français de Maine-et-Loire, sur la commune de Vernoil-le-Fourrier.

## Historique
Vernoil-le-Fourier est cité pour la première fois dans le don de l'église fait par Geoffroy Fulcrade l'ancien, seigneur de Vernoil et du château de Trèves, à l'abbesse de Notre-Dame-de-la-Charité ou du Ronceray d'Angers, Richilde, abbesse entre 1073 et 1103. L'origine de l'église date de cette époque. En 1089, Geoffroy Fulcrade l'ancien se retire à l'abbaye Saint-Florent de Saumur. Son fils Geoffroy Fulcrade le jeune confirme la donation de l'église par son père avant de partir en croisade. Une bulle du pape Calixte II de 1123 énumère l'église Saint-Vincent dans les biens de l'abbaye de Mauléon. Le pape Adrien IV fait la même énumération en 1158. Vers 1170, les moniales du Ronceray obtiennent du pape Alexandre III, contre l'abbaye de Mauléon, qu'il désigne l'évêque du Mans pour obtenir qu'on leur rende l'église. Mais au XVIIIe siècle, c'est encore l'abbaye de Mauléon qui présente à la cure de l'église de Vernoil.
La destruction du chartrier du monastère de Mauléon ne permet pas de préciser les dates de construction de l'église. Des écussons des clés de doubleaux à la croisée du transept doivent être de Louis II d'Anjou ou de Louis III et permettent de dater la voûte du premier tiers du XIVe siècle. On lit la date de 1699 sur l'arc triomphal situé à l'entrée du bras sud du transept. Un document portant la date du 10 décembre 1711 mentionne que la flèche est tombée écrasant « plus de la moitié de la charpente et du lambris de la nef, toute la charpente du clocher où étaient quatre cloches du son le plus harmonieux, dont la plus petite fut cassée avec l'horloge et la charpente du chœur et de la croix de l'église ».
Dans son étude sur l'église, Jacques Mallet a proposé des dates de construction et d'intervention sur l'église à partir de l'analyse du monument. L'église existe déjà au XIe siècle. Elle devait probablement déjà avoir les dimensions de l'église actuelle. Il en subsiste les murs de la nef côté sud et ouest. Les chapiteaux du mur sud de la nef présentent des formes rencontrées dans les premières ogives angevines, vers 1160-1170. Le bras sud du transept date de la première moitié du XIIe siècle. Le mur sud de la nef est renforcé dans la 2e moitié du XIIe siècle par doublement intérieur et ajout de contreforts pour permettre de voûter la nef avec des doubleaux supportés par des colonnes jumelées.
À la fin du XIIe siècle ou au début du XIIIe siècle un clocher est élevé au-dessus de la croisée du transept. La guerre de Cent Ans va entraîner l'effondrement au trois quarts du clocher. Il ne subsiste de l'église d'origine que le mur sud, le bras sud du transept et une partie de la croisée du transept. Les parties détruites sont reconstruites probablement avec l'aide du duc d'Anjou. Cette restauration de la voûte de la croisée du transept, du mur nord avec un lambris pour couvrir la nef, du croisillon nord et du chœur a duré jusqu'au début du XVIe siècle. L'arc sud de la croisée est renforcé en 1699. La flèche s'écroule sur le lambris de la nef en 1711.
L'église a été restaurée comme le montre un devis de 1861 et les comptes de 1868 de l'architecte saumurois Ernest Piette, élève de Joly-Leterme, architecte-voyer de la ville de Saumur.

## Protection
L'édifice est inscrit au titre des monuments historiques en 1969.